# Wolfgang Beilner
Wolfgang Beilner (* 8. Februar 1931 in Wien) ist ein österreichischer römisch-katholischer Priester und Theologe.

## Leben
Nach der Matura 1949 besuchte Beilner das Priesterseminar des Erzbistums Wien. Er wurde am 29. Juni 1954 zum Priester geweiht und am 9. Dezember 1966 zum ordentlichen Professor für Bibelwissenschaft des Neuen Testamentes an der Universität Salzburg ernannt, die er von 1979 bis 1981 und von 1981 bis 1983 als Rektor leitete. Er wurde im Sommersemester 1997 emeritiert. An der Hochschule Heiligenkreuz unterrichtete er von 1984 bis 1999 Neues Testament.

## Publikationen (Auswahl)
- Christus und die Pharisäer. Exegetische Untersuchung über Grund und Verlauf der Auseinandersetzungen. Herder, Wien 1959, OCLC 832630148.
- Der unbedingte Ruf. Das Christusbild des Evangeliums. Styria, Graz u. a. 1965, OCLC 73249407.
  - Onze roeping in deze tijd. Uitgeverij Sinfra, Mechelen 1966, OCLC 71453010.
- Die Frage nach dem historischen Jesus als Strukturelement einer neutestamentlichen Theologie. Antrittsvorlesung am 9. Mai 1967 (= Salzburger Universitätsreden, Band 30). Pustet, Salzburg u. a. 1968, OCLC 73627309.
- Der historische Jesus und der Christus der Evangelien. Vortrag am 12. Nov. 1970 im Kath. Bildungswerk Graz (= Reihe X). Styria, Graz u. a. 1971, ISBN 3-222-10679-7.
- Jesus ohne Retuschen. Styria, Graz u. a. 1974, ISBN 3-222-10812-9.
- Parrēsia. Ein neutestamentliches Wortfeld mit aktuellen Implikationen. Rede anlässlich der Inauguration als Rektor der Paris-Lodron-Universität Salzburg am 30. Oktober 1979. Salzburg 1980, OCLC 631343624.
- Der Christ in Staat und Gesellschaft oder die Fleischtöpfe Israels. Styria, Graz u. a. 1982, ISBN 3-222-11392-0.
- Maßstab Evangelium. Styria, Graz u. a. 1987, ISBN 3-222-11735-7.
  - El evangelio regla de vida. Herder, Barcelona 1989, ISBN 84-254-1659-0.
- Jesus, Gott mit uns (= Vermittlung, Band 124). Salzburg 2014, OCLC 952185253.